# Campeonato do Minho
O Campeonato do Minho prova disputada entre os melhores classificados do Campeonato Distrital da A.F. de Braga e do Campeonato Distrital da A.F. de Viana do Castelo. Associações que se fundiram posteriormente devido à extinção da A.F. de Viana do Castelo e que se voltaram a separar novamente.